# ホロホロ山

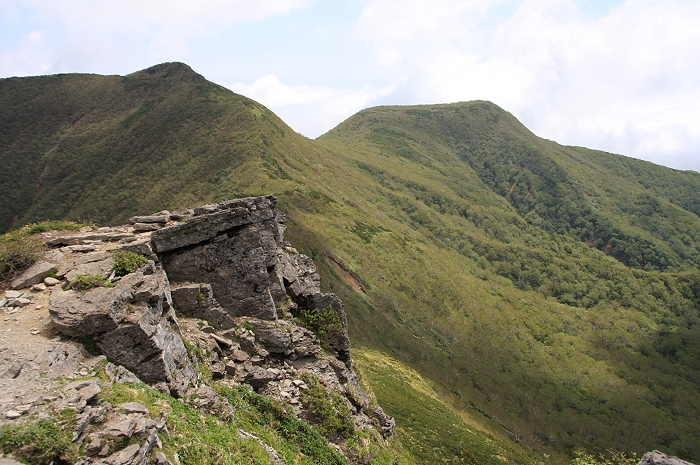
徳舜瞥山から望むホロホロ山

ホロホロ山（ホロホロやま）は、北海道伊達市大滝区と白老郡白老町にまたがる標高1,322.4 mの火山である。すぐ隣の徳舜瞥山と双耳峰を成しており、一等三角点（点名「徳心別山」）が若干標高の高いホロホロ山頂側に設置されている。支笏洞爺国立公園内にあるのはホロホロ山のみで、徳舜瞥山は含まれていない。胆振総合振興局内の最高峰であり、伊達市および白老町、共に各市町内の最高峰でもある。
山名はアイヌ語で「甚だ大いなる川」を意味する「ポロポロ・ペッ」に由来する。北海道道86号白老大滝線（四季彩街道）からの直登ルートが白老側にあるのに加え、大滝側からも徳舜瞥山経由の縦走路がある。また、北湯沢温泉湯元ホロホロ山荘の名の由来となっている。

## 近隣の山

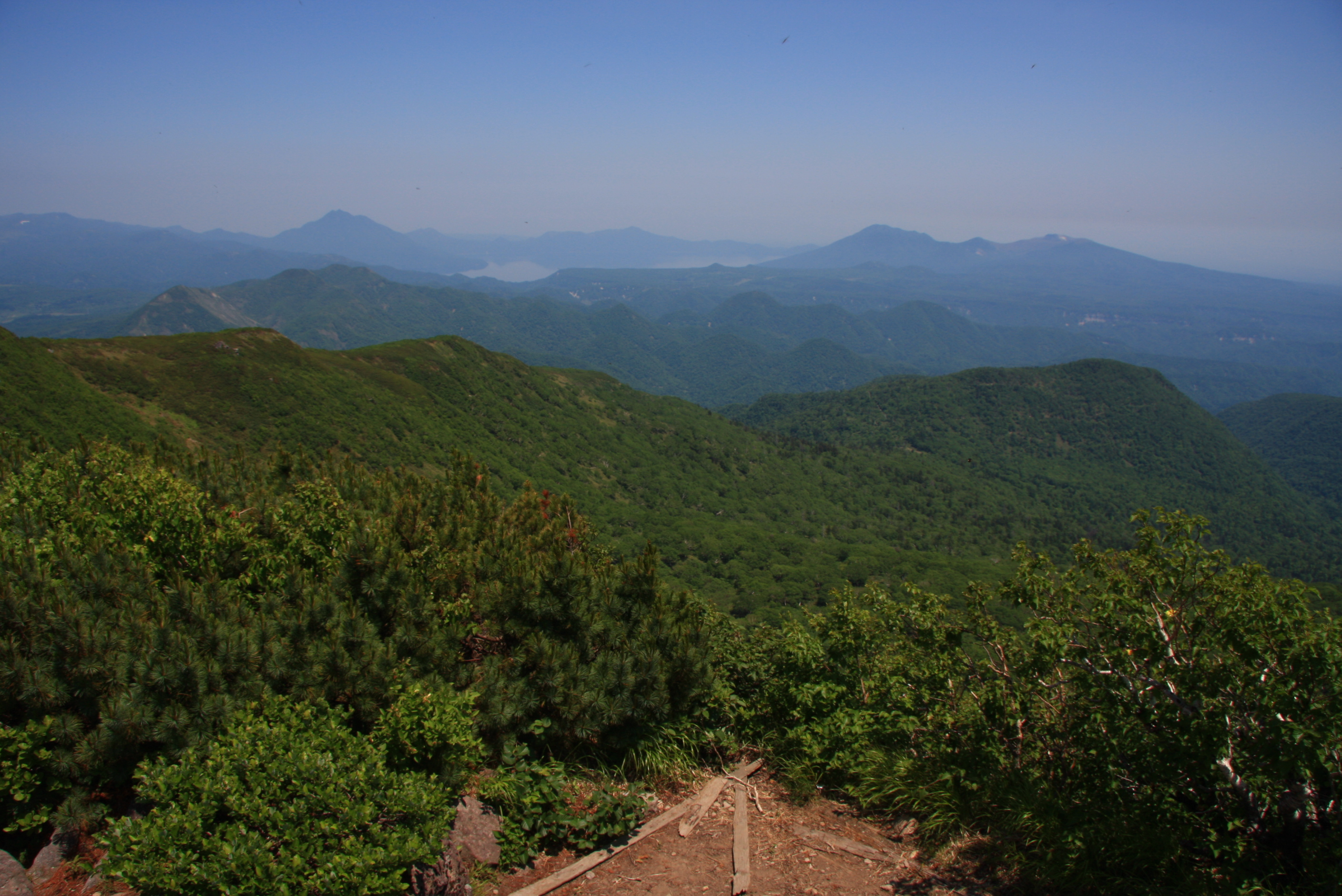
山頂より遠望する支笏湖と支笏三山

- 徳舜瞥山 (1,309 m)
- 樽前山 (1,041 m)
- オロフレ山 (1,230.8 m)
- 白老岳 (968 m)
- オロオロ山 (1,260 m)